# Overland Red
Overland Red è un film del 1920 diretto da Lynn Reynolds. La sceneggiatura, firmata dallo stesso regista, si basa sull'omonimo romanzo di Henry Herbert Knibbs, pubblicato a Boston nel 1914. Prodotto e distribuito dalla Universal Film Manufacturing Company, il film aveva come interpreti Harry Carey, Charles Le Moyne, Harold Goodwin, Vola Vale.

## Trama
Overland Red, un cercatore d'oro, e il giovane Collie trovano un vecchio minatore morente e, nella sua giacca, la mappa di una miniera e una sacca di polvere d'oro. Saunders, sceriffo privo di scrupoli, giunge sul posto quando Red ha bruciato la sacca e la mappa. Credendo che Red sappia dove si trova la miniera, per costringerlo a dirglielo, lo accusa della morte del minatore. Red e Collie riescono a fuggire dalla cella dove li hanno chiusi con l'aiuto di Louise, la figlia del proprietario di un ranch. Red, dopo molte avventure, scopre che la miniera era appartenuta allo zio di Louise che ne è ora l'erede. La ragazza si sposa con Collie e Red diventa presidente della compagnia mineraria dei suoi amici.

## Produzione
Alcune scene del film, prodotto dall'Universal Film Manufacturing Company, furono girate nel deserto del Mojave.

## Distribuzione
Il copyright del film, richiesto dalla Universal, fu registrato il 19 febbraio 1920 con il numero LP14770.

Distribuito dalla Universal Film Manufacturing Company, il film uscì nelle sale statunitensi il 22 marzo 1920.

### Conservazione
Copia completa della pellicola si trova conservata negli archivi della Cineteca Nazionale di Roma.